# Sapromyza unicolorata
Sapromyza unicolorata är en tvåvingeart som beskrevs av Malloch 1926. Sapromyza unicolorata ingår i släktet Sapromyza och familjen lövflugor. Inga underarter finns listade i Catalogue of Life.